# Laura Vasiliu
Laura Vasiliu (* 25. Januar 1976 in Piatra Neamț) ist eine rumänische Theater- und Filmschauspielerin.

## Biografie
Laura Vasiliu studierte an der Nationalen Akademie für Theater und Film in Bukarest. Zu ihren Theaterrollen gehörten unter anderem die Agnès in der Schule der Frauen, die Hermia im Sommernachtstraum sowie die weiblichen Titelrollen in Romeo und Julia und Leonce und Lena. Internationale Bekanntheit erlangte sie durch die Rolle der Găbița in Cristian Mungius vielfach preisgekröntem Drama 4 Monate, 3 Wochen und 2 Tage, das unter anderem 2007 mit der Goldenen Palme der Filmfestspiele von Cannes ausgezeichnet wurde.

## Filmografie
- 2002: Callas Forever
- 2002: Binecuvântată fii, închisoare
- 2005: Second Hand
- 2007: 4 Monate, 3 Wochen und 2 Tage (4 luni, 3 săptămâni și 2 zile)
- 2008: Il resto della notte
- 2012: Milo
- 2016: Fiore
- 2024: Trei kilometri până la capătul lumii